# Petit-Bersac
Petit-Bersac è un comune francese di 174 abitanti situato nel dipartimento della Dordogna nella regione della Nuova Aquitania.

## Società

### Evoluzione demografica
Abitanti censiti